# Dan Haggerty

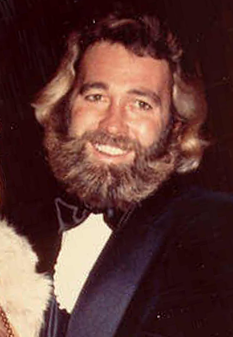
Dan Haggerty in 1978

Dan Haggerty (als Gene Jajonski geboren in Pound, Wisconsin, 19 november 1941 – Burbank, 15 januari 2016) was een Amerikaans acteur. In Nederland is hij vooral bekend geworden door zijn rol als Grizzly Adams in de gelijknamige televisieserie.
Hij groeide op in Hollywood en zette zijn eerste schreden in de filmwereld in het begin van de jaren zestig in series als Muscle Beach Party. Daarnaast had hij een bijrol in de Elvis Presley-film "Girl Happy". Zijn talent om met dieren om te gaan leverde hem een baan op als trainer bij Walt Disney films en hij vond werk als stuntman in de Ron Ely TV show "Tarzan".
Haggerty was een natuurmens, hij leefde met zijn dieren in de Malibu Canyons met zelfgemaakte meubels en kleding. Hij werkte ook als decorbouwer op filmsets en aan de motoren die in de film Easy Rider zijn te zien. In die film had hij ook een wat grotere rol als hippie. Daarna werkte hij als acteur in enkele low budget films voordat hij gevraagd werd voor de rol van Grizzly Adams in de gelijknamige film. De film kende een vervolg als televisieserie waardoor zijn naam gevestigd raakte in de US en ook daarbuiten. Hij had ook een gastrol in de televisieseries Charlie's Angels en CHiPs.
Hij heeft in 1985 in de gevangenis gezeten voor het verkopen van cocaïne en was midden jaren '90 een zwaargewond slachtoffer van een motorongeval. Hij werd 18 keer geopereerd om te herstellen.
Dan Haggerty overleed in 2016 op 74-jarige leeftijd in het Providence St. Joseph Medical Center in Burbank aan kanker.